# Caitlin McFarlane
Pour les articles homonymes, voir McFarlane.
 Caitlin McFarlane, née le 22 mars 2002 à Sydney, est une skieuse alpine française.

## Biographie

### Débuts
Elle est née en Australie ; son père, Ian, est australien et sa mère, Sally, est anglaise. Elle est arrivée en France à l’âge de 3 ans. Elle a opté pour la nationalité française.
En mars 2016, elle devient Championne de France U14 (moins de 14 ans) de Super G à Risoul.

### Saison 2017-2018
À l'âge de 15 ans, elle intègre l'équipe de France Juniors dès la saison 2017-2018.
En février 2018, elle dispute le l'OPA U16 Alpin Ski Cup à Malbun au Liechtenstein. Elle remporte le Slalom et prend la 3e place du géant. La France termine 2e au tableau des médailles derrière la Suisse.
En mars, elle est sacrée Championne de France U16 (moins de 16 ans) de slalom géant à Auron devant Chiara Pogneaux. Elle y est aussi Vice-championne de France U16 de slalom.

### Saison 2018-2019
En février 2019, elle dispute le Festival olympique de la jeunesse européenne à Jahorina. Le 15 février, au sein de l'équipe de France, elle remporte l'épreuve par équipes, avec ses partenaires Marie Lamure, Pablo Banfi et Léo Ducros. C'est la 1re fois que l'équipe de France remporte cette compétition. En mars 2019, elle fait ses débuts en Coupe d'Europe dans le slalom géant de Folgaria.

### Saison 2019-2020
En janvier 2020 elle dispute les Jeux olympiques de la jeunesse d'hiver. Le 10 janvier aux Diablerets, elle devient Vice-championne olympique de la jeunesse du Super G,, à seulement 8 centièmes de seconde de la 1re place. Elle prend aussi la 5e place du slalom géant, et la 4e place du team event avec son coéquipier Auguste Aulnette.
En mars, elle dispute ses premiers championnats du monde juniors (moins de 21 ans) à Narvik, âgée seulement de 17 ans. Sa saison prend fin début mars au cours de ces championnats du monde, avec l’arrêt des compétitions de ski en raison de la pandémie de maladie à coronavirus.

### Saison 2020-2021
En décembre elle marque ses premiers points en Coupe d'Europe en prenant la 29e place du slalom d'Ahrntal-Klausberg.
En mars 2021, aux championnats du monde juniors à Bansko elle prend la 11e place du super G, la 16e du slalom géant, et elle obtient la 10e place du slalom grâce à une excellente seconde manche (3e temps). Elle est la meilleure française sur chacune de ces épreuves.
Fin mars, elle devient à 19 ans Vice-championne de France Elite de slalom aux Gets derrière Nastasia Noens, la sextuple championne de France de slalom. Cette même course lui donne aussi le titre de Championne de France U21 de slalom.

### Saison 2021-2022
Elle participe début mars à ses seconds championnats du monde Juniors, à Panorama (en). Elle obtient son meilleur résultat avec une 10e place dans le slalom.
Aux championnats de France à Auron, elle se classe 3e du championnat de France Elite de slalom, derrière Nastasia Noens et Marie Lamure. Elle est aussi Vice-championne de France U21 (moins de 21 ans) de sl

### Saison 2022-2023
Elle réalise son premier top-10 en coupe d'Europe le 28 janvier 2023, en prenant la 8e place du second slalom de Vaujany (après avoir pris la 13e place du premier slalom la veille).
Elle dispute ses 4e championnats du monde juniors à Saint-Anton. Elle fait le 6e temps de la premère manche du slalom mais abandonne dans la seconde manche.
Aux championnats de France aux Orres, elle monte pour la troisième année consécutive sur le podium du slalom en se classent 3e derrière Nastasia Noens et Chiara Pogneaux. Elle est sacrée championne de France Juniors U21 (moins de 21 ans) de slalom géant (5e du classement scratch) et vice-championne de France U21 de slalom.

### Saison 2023-2024
Le 21 décembre 2023, elle dispute sa première épreuve de Coupe du monde dans le slalom nocturne de Courchevel. La semaine suivante elle marque ses premiers points en Coupe du monde en prenant la 26e du slalom de Lienz après avoir arraché sa qualification pour la seconde manche avec le 69e et dernier dossard !. Le 16 janvier 2024, encore partie avec le dossard 69, elle prend une incroyable 13e place dans la première manche du slalom de Flachau, mais elle abandonne dans la seconde manche. Quatre jours plus tard, elle marque ses premiers points en coupe du monde de slalom géant en en se classant 23e de l'épreuve de Jasna,. Début avril à Megève, elle est à nouveau vice-championne de France de slalom.

### Saison 2024-2025
Elle dispute 15 épreuves de coupe du monde mais ne réussit à marquer des points que dans une seule : en janvier, elle se classe 22e du slalom de Flachau. En coupe d'Europe, elle obtient 6 tops-10 avec pour meilleur résultat son premier podium obtenu début janvier dans le slalom des Diablerets où elle prend la 3e place. Elle termine la saison la 9e place du classement de la coupe d'Europe de slalom remportée par sa coéquipière Marion Chevrier. A mi-février elle obtient sa qualification pour ses premiers championnats du monde à Saalbach. Malheureusement une intoxication alimentaire, la prive de toutes les épreuves aux quelles elle devait participer. Début avril elle est à nouveau vice-championne de France de slalom, à seulement 4 centièmes de seconde de la surprenante Annabel Jallat et 2 centièmes devant Marion Chevrier. Ç'est son cinquième podium consécutif aux championnats de France de cette discipline.

## Palmarès

### Coupe du monde
- 26 épreuves disputées (à fin mars 2025)[19],[20]

- Meilleur classement général : 107e en 2025 avec  9 points.
- Meilleur classement de slalom géant : 48e en 2024 avec 8 points.
- Meilleur classement de slalom : 50e en 2025 avec 9 points.

- Meilleur résultat sur une épreuve de coupe du monde de slalom géant: 23e à Jasna le 20 janvier 2024
- Meilleur résultat sur une épreuve de coupe du monde de slalom : 22e à Flachau le 14 janvier 2025

#### Classements
| Saison / Épreuve | Saison / Épreuve | Général | Général | Descente | Descente | Super G | Super G | Géant  | Géant  | Slalom | Slalom | Combiné | Combiné |
| ---------------- | ---------------- | ------- | ------- | -------- | -------- | ------- | ------- | ------ | ------ | ------ | ------ | ------- | ------- |
| Saison / Épreuve | Saison / Épreuve | Class.  | Points  | Class.   | Points   | Class.  | Points  | Class. | Points | Class. | Points | Class.  | Points  |
| 2024             | 2024             | 109e    | 13      | -        | -        | -       | -       | 48e    | 8      | 53e    | 5      | -       | -       |
| 2025             | 2025             | 107e    | 9       | -        | -        | -       | -       | -      | -      | 50e    | 9      | -       | -       |

### Championnats du monde juniors
| Épreuve / Édition           | Descente | Super G | Slalom géant | Slalom  | Combiné | Team event |
| Mondiaux 2020 Narvik        | -        | -       | 28e          | annulé  | -       | annulée    |
| Mondiaux 2021 Bansko        | annulé   | 11e     | 16e          | 10e     | annulé  | annulé     |
| Mondiaux 2022 Panorama (en) | -        | 38e     | 33e          | 10e     | 26e     | -          |
| Mondiaux 2023 Saint-Anton   | -        | -       | -            | Abandon | -       | -          |

### Coupe d'Europe
- 8 top-10 dont un podium[21].
- meilleur résultat : 3e du slalom des Diablerets en janvier 2025[22].
- 67 épreuves disputées (à fin mars 2025).

#### Classements
| Saison / Épreuve | Saison / Épreuve | Général | Général | Descente | Descente | Super G | Super G | Géant  | Géant  | Slalom | Slalom | Combiné | Combiné |
| ---------------- | ---------------- | ------- | ------- | -------- | -------- | ------- | ------- | ------ | ------ | ------ | ------ | ------- | ------- |
| Saison / Épreuve | Saison / Épreuve | Class.  | Points  | Class.   | Points   | Class.  | Points  | Class. | Points | Class. | Points | Class.  | Points  |
| 2020-2021        | 2020-2021        | 184e    | 2       | –        | –        | –       | –       | –      | –      | 81e    | 2      | –       | –       |
| 2021-2022        | 2021-2022        | 179e    | 6       | –        | –        | –       | –       | –      | –      | 77e    | 6      | –       | –       |
| 2022-2023        | 2022-2023        | 88e     | 76      | –        | –        | –       | –       | –      | –      | 32e    | 76     | –       | –       |
| 2023-2024        | 2023-2024        | 44e     | 161     | –        | –        | –       | –       | 25e    | 60     | 26e    | 101    | –       | –       |
| 2024-2025        | 2024-2025        | 20e     | 290     | –        | –        | –       | –       | 26e    | 90     | 9e     | 200    | –       | –       |

### Jeux olympiques de la jeunesse d’hiver
| Édition/Épreuve         | Super G | Slalom géant | Slalom | Super-combiné | Équipes |
| JOJ 2020 Les Diablerets | Argent  | 5e           | Ab     | Ab            | 4e      |

### Festival olympique de la jeunesse européenne
| Édition/Épreuve    | Slalom géant | Slalom  | Team event |
| FOJE 2019 Jahorina | 24e          | Abandon | Or         |

### Championnats de France

#### Élite
| Édition / Epreuve                               | Descente | Super-G | Slalom géant | Slalom | Super combiné | Parallèle |
| ----------------------------------------------- | -------- | ------- | ------------ | ------ | ------------- | --------- |
| Championnats 2019 Auron                         | -        | -       | 34e          | Ab     | -             | -         |
| Championnats 2020 Val Thorens                   | annulée  | annulé  | annulé       | annulé | annulé        | -         |
| Championnats 2021 Saint-Jean-d'Aulps / Les Gets | -        | -       | 9e           | Argent | -             | -         |
| Championnats 2022 Auron                         | -        | -       | 17e          | Bronze | -             | 5e        |
| Championnats 2023 Les Orres                     | -        | -       | 5e           | Bronze | -             | -         |
| Championnats 2024 Megève                        | annulée  | -       | 6e           | Argent | -             | -         |
| Championnats 2025 Méribel                       | -        | -       | 8e           | Argent | -             | -         |

#### Jeunes
4 titres de Championne de France

##### Juniors U21 (moins de21 ans)
2023 aux Orres
- Championne de France de slalom géant
- Vice-championne de France de slalom

2022 à Auron:
- Vice-championne de France de slalom

2021 aux Gets:
- Championne de France de slalom

##### Cadettes U18 (moins de18 ans)
2019 à Méribel:
- 4e des championnats de France de slalom géant
- 4e des championnats de France de slalom

##### Minimes U16 (moins de16 ans)
2018 à Auron :
- Championne de France de slalom géant
- Vice-championne de France de slalom

##### Benjamines U14 (moins de14 ans)
2016 :
- Championne de France de Super G à Risoul

### Scara (course internationale des jeunes)
à Val-d'Isère :
- 2017 : 15e en slalom en U16 (moins de 16 ans)
- 2016 : 9e en slalom en U14 (moins de 14 ans)